# Eurytomocharis planitiae
Eurytomocharis planitiae är en stekelart som beskrevs av Bugbee 1966. Eurytomocharis planitiae ingår i släktet Eurytomocharis och familjen kragglanssteklar. Inga underarter finns listade i Catalogue of Life.